# Pane alla banana
Il pane alla banana (banana bread) è un tipo di pane dolce statunitense composto da purè di banane e dalla consistenza tenera e umida.

## Storia
La ricetta del pane alla banana è stata standardizzata nei libri di cucina statunitensi durante gli anni trenta a seguito della diffusione del bicarbonato di sodio e del lievito. Uno dei primi ricettari contenenti le istruzioni per prepararlo è il Balanced Recipes del 1933 pubblicato dalla Pillsbury, anche se questo dolce ha ottenuto maggiore consensi soltanto con l'uscita del Chiquita Banana's Recipe Book del 1950.
Alcuni storici del cibo ritengono che il pane alla banana sia stato una conseguenza della grande depressione, quando alcune casalinghe intraprendenti decisero di riutilizzare banane troppo mature (all'epoca un articolo costoso) per ricavarne del pane; altri ritengono che il moderno pane a base di banane sia stato sviluppato nelle cucine aziendali per promuovere la farina e i prodotti contenenti bicarbonato di sodio. Si può anche ipotizzare che entrambe le teorie siano valide.
Oggi, la giornata nazionale del banana bread è il 23 febbraio.